# Бофор (Верхняя Гаронна)
Бофо́р (фр. Beaufort, окс. Bèuhòrt) — коммуна во Франции, находится в регионе Юг — Пиренеи. Департамент — Верхняя Гаронна. Входит в состав кантона Рьём. Округ коммуны — Мюре.
Код INSEE коммуны — 31051.

## География
Коммуна расположена приблизительно в 610 км к югу от Парижа, в 32 км к юго-западу от Тулузы.
На севере коммуны протекает река Содрюн, а на юге расположено озеро Эсперес.

## Климат
Климат умеренно-океанический. Зима мягкая и снежная, весна характеризуется сильными дождями и грозами, лето сухое и жаркое, осень солнечная. Преобладают сильные юго-восточные и северо-западные ветры.

## Население
Население коммуны на 2010 год составляло 353 человека.
| 1962 | 1968 | 1975 | 1982 | 1990 | 1999 | 2010 |
| ---- | ---- | ---- | ---- | ---- | ---- | ---- |
| 162  | 125  | 142  | 140  | 147  | 247  | 353  |

## Администрация
| Период | Период | Фамилия                  | Партия                  | Примечания |
| ------ | ------ | ------------------------ | ----------------------- | ---------- |
| 2001   | 2014   | Андре Деладж             | Социалистическая партия |            |
| 2014   | 2020   | Эмманюэль Гетен-Малепрад |                         |            |

## Экономика
В 2010 году среди 225 человек трудоспособного возраста (15—64 лет) 174 были экономически активными, 51 — неактивными (показатель активности — 77,3 %, в 1999 году было 71,9 %). Из 174 активных жителей работали 163 человека (87 мужчин и 76 женщин), безработных было 11 (7 мужчин и 4 женщины). Среди 51 неактивных 15 человек были учениками или студентами, 19 — пенсионерами, 17 были неактивными по другим причинам.